# Panchala (koninkrijk)
Panchala was een koninkrijk uit het middenland Madhyadesha dat ontstond tijdens de midden-vedische tijd. Het ging een verbond aan met het westelijker gelegen Kuru uit Kurukshetra en dit Kuru-Panchala wordt wel beschouwd als het eerste staatje in India. Het min of meer vriendschappelijke Kuru-Panchala-verbond eindigde toen de Salva binnenvielen in Kurukshetra, waarna Madhyadesha het middelpunt werd van de Veda's. In de late vedische tijd was het een van de mahajanapada's.
De stammen die zich vestigden in Panchala waren afkomstig uit het westelijke Punjab waard de Rigveda was gecomponeerd. Een van de stammen waren de Krivi, al is dit mogelijk een vroegere naam van de Panchala geweest. Aanvankelijk bestonden de Panchala uit drie stammen, maar dit werden er later zes, hoewel de naam suggereert dat het Panchala-chiefdom vijf (pancha) stammen omvatte. Via een huwelijkspolitiek verbond de Kuru-koning of ekarajan de stamhoofden (rajan) van deze zes stammen met de drie Kuru-stammen. Het verbond stond echter onder druk doordat er wel rooftochten in elkaars gebied werden ondernomen door groepen vratya. Nadat de Kuru waren verslagen door de Salva, werd Panchala onder Keshin Dalbhya de dominante macht. Hij zou de diksha-initiatie hebben ingevoerd. In latere tijden kwam de macht mogelijk in handen van een of meerdere clans, waarmee het een gana-sangha zou zijn geworden.
Kuru-Panchala de oorsprong van de nodige vroege Brahmana's en diverse shakha's van de Yajoerveda van Panchala. Deze Taittiriya kent zes onderscholen: Baudhayana, Vadhula, Bharadvaja, ̄Apastamba, Hiranyakeshi en Vaikhanasa. Andere shakha's uit Panchala zijn Kaushitaki, Shatyayana en Jaiminiya.
Het aardewerk uit Panchala is te onderscheiden van dat van Kuru.